# Birkenwerder
Birkenwerder is een gemeente in de Duitse deelstaat Brandenburg, en maakt deel uit van de Landkreis Oberhavel.
Birkenwerder telt 8.132 inwoners.

## Bekende inwoners
- Gerd Katter (1910-1995) transman en activist, betrokken bij het Institut für Sexualwissenschaft

Birkenwerder ·
Fürstenberg/Havel ·
Glienicke/Nordbahn ·
Gransee ·
Großwoltersdorf ·
Hennigsdorf ·
Hohen Neuendorf ·
Kremmen ·
Leegebruch ·
Liebenwalde ·
Löwenberger Land ·
Mühlenbecker Land ·
Oberkrämer ·
Oranienburg ·
Schönermark ·
Sonnenberg ·
Stechlin ·
Velten ·
Zehdenick